# Формија
Формија (итал. Formia) је насеље у Италији у округу Латина, региону Лацио.
Према процени из 2011. у насељу је живело 28.521 становника. Насеље се налази на надморској висини од 12 м.

## Становништво
Према резултатима пописа становништва 2011. у општини је живело 36.331 становника.
| 1936.  | 1951.  | 1961.  | 1971.  | 1981.  | 1991.  | 2001.  | 2011.  |
| ------ | ------ | ------ | ------ | ------ | ------ | ------ | ------ |
| 16.905 | 17.975 | 20.528 | 23.827 | 30.399 | 34.957 | 34.931 | 36.331 |

## Партнерски градови
- Сантерамо ин Коле
- Ферара
- Флери лез Обре
- Грачаница
- Општина Ханинге
- Напуљ
- Арпино